# Bomba d'oli

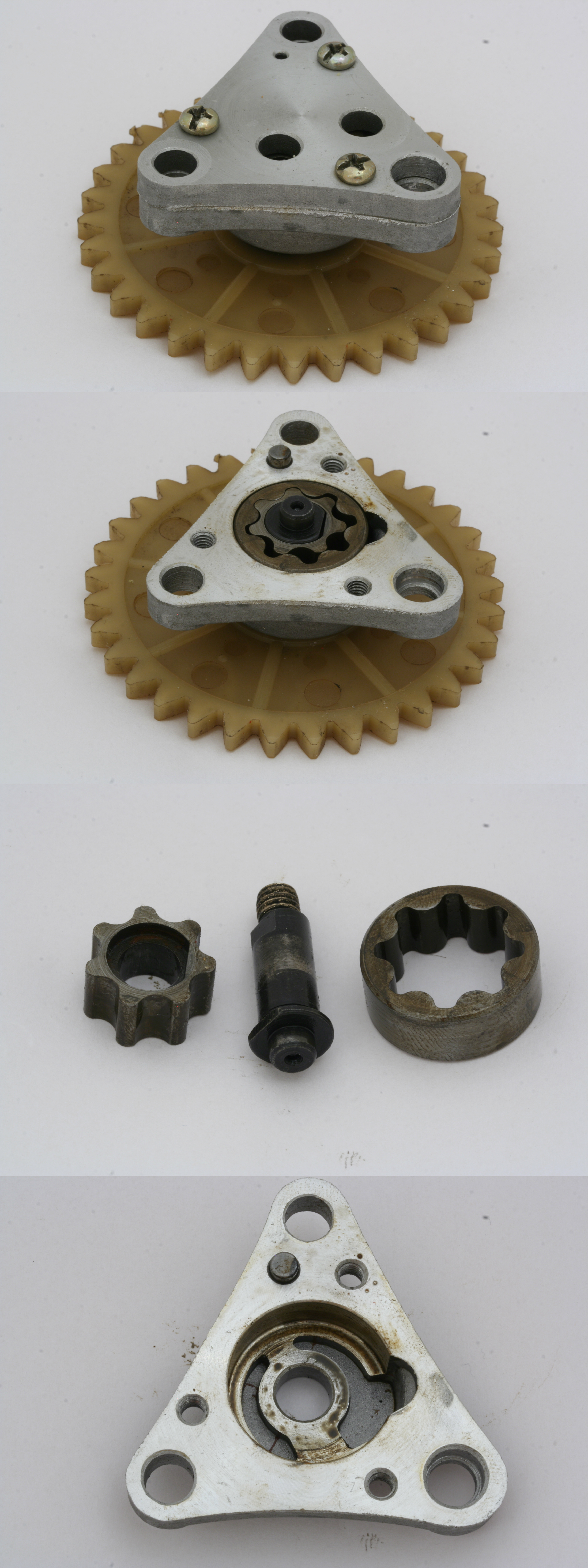
Elements d'una bomba d'oli d'un motor de scooter.

La bomba d'oli és una peça del motor de combustió interna que fa circular l'oli del motor sota pressió als coixinets giratoris, als pistons lliscants i a l'arbre de lleves del motor. Això lubrica els coixinets, permet l'ús de coixinets de fluid de major capacitat i també ajuda a refredar el motor.

## Descripció
Les bombes més utilitzades en els motors de combustió interna són les d'engranatges, generalment les de dents helicoidals per reduir el soroll. Existeixen a més altres tipus, com són la bomba de lòbuls i la de paletes, Aquestes bombes són capaces de subministrar una pressió elevada, fins i tot a baix règim de gir del motor.
Per millorar la seva capacitat d'aspiració, la bomba d'oli està muntada en el bloc motor, normalment dins del cárter, submergida en l'oli.
El gir dels engranatges produeix l'arrossegament de l'oli que arriba a través del filtre de bomba. L'oli passa entre els buits de les dents dels pinyons, per tots dos costats del cos de bomba, per sortir per l'altre extrem a les canalitzacions de greixatge.
La pressió excessiva es produeix en els alts règims del motor o quan l'oli està fred, sent capaç de comprimir el moll de la vàlvula de descàrrega. D'aquesta manera, es manté en el valor desitjat la pressió d'oli del sistema.
Generalment, la vàlvula de descàrrega limita la pressió a valors entre 4 i 6 kg/cm². Aquesta vàlvula, encara que usualment s'incorpora en la bomba, pot instal·lar-se en qualsevol punt de la canalització principal de greixatge. L'oli sobrant, objecte de la pressió excessiva, s'aboca al càrter.
La majoria de les bombes d'oli reben el seu moviment de l'arbre de lleves, no obstant això, algunes bombes són accionades pel cigonyal.